# Livré-sur-Changeon
Livré-sur-Changeon é uma comuna francesa na região administrativa da Bretanha, no departamento Ille-et-Vilaine. Estende-se por uma área de 26,38 km². Em 2010 a comuna tinha 1 750 habitantes (densidade: 66,3 hab./km²).